# Rosalia funebris
Rosalia funebris là một loài bọ cánh cứng trong họ Cerambycidae.